# Clusia carachensis
Clusia carachensis är en tvåhjärtbladig växtart som först beskrevs av Gustav Karl Wilhelm Hermann Karsten, och fick sitt nu gällande namn av Vesque. Clusia carachensis ingår i släktet Clusia och familjen Clusiaceae. Inga underarter finns listade i Catalogue of Life.